# Manuel Ezequiel Rey de Castro
Manuel Ezequiel Francisco Pantaleón Rey de Castro Arce (Arequipa, 10 de abril de 1803-18 de mayo de 1865) fue un magistrado y político peruano. Fue presidente de la Convención Nacional o Congreso Constituyente, en 1855; y presidente de la Corte Superior de Arequipa, en 1859 y 1860. 

## Biografía
Hijo de Manuel Rey de Castro y María Manuela Arce, pertenecientes a una familia de abolengo de Arequipa. Cursó estudios en el Seminario de San Jerónimo de su ciudad natal,  para pasar luego a la Universidad de San Antonio Abad, en el Cuzco, donde se graduó de doctor en Teología en 1820.
De vuelta en  Arequipa, ejerció como profesor de Filosofía en el Seminario. El 18 de mayo de 1827 se recibió como abogado; al año siguiente se graduó de doctor en Derecho, tanto civil como canónico, en la recientemente inaugurada Universidad de San Agustín de Arequipa.
El 10 de abril de 1832 se casó con Francisca Telaya Villegas, en la Parroquia de El Sagrario de Arequipa. Tuvo tres hijos; uno de sus nietos fue Alberto Rey de Castro y Romaña (1869-1961), que fue presidente del Consejo de Ministros y Ministro de Justicia, Instrucción, Culto y Beneficencia bajo el segundo gobierno de Óscar R. Benavides, así como alcalde de Arequipa.
Fue nombrado relator interino de la Corte Superior (1828 y 1834), juez de primera instancia de Caylloma (1832), vocal accidental de dicha corte (1834, 1836 y 1839), maestro de la Academia de Práctica Forense (1844) y juez de primera instancia de Arequipa (hasta 1853). El 31 de marzo de 1855 pasó a ser vocal titular de la Corte Superior de Arequipa, cuya presidencia ejerció en dos ocasiones, en 1859 y 1860.
Fue catedrático de la Universidad de Arequipa, cuyo rectorado ejerció de 1848 a 1851; así como miembro de la Academia Lauretana de Ciencias y Artes, cuya presidencia ejerció en 1853. Ejerció también la docencia en el Colegio Nacional de la Independencia Americana, como profesor de Historia y Literatura.
En 1855 fue elegido diputado por Camaná ante la Convención Nacional, cuya vicepresidencia ejerció de 13 de julio a 1 de noviembre de 1855. Luego ejerció la presidencia, de 1 a 16 de noviembre del mismo año, no culminando su periodo por haber pedido licencia, siendo reemplazado por el 1.º vicepresidente, Manuel Costas.